# Clora Williams
Clora Williams, född den 26 november 1983, är en jamaicansk friidrottare som tävlar i kortdistanslöpning.
Williams tävlar huvudsakligen på 400 meter. Hon deltog vid inomhus-VM 2010 där hon ingick i stafettlaget på 4 x 400 meter som slutade på tredje plats efter USA och Ryssland.

## Personliga rekord
- 400 meter - 51,06 från 2006